# Гвоздики бліді
Гвоздики бліді, гвоздика блідоквіткова, гвоздика азовська (Dianthus pallidiflorus) — вид трав'янистих рослин родини гвоздичні (Caryophyllaceae), поширений на півдні Європи й у Туреччині. Етимологія: лат. pallidus — «блідий», лат. i — «сполучна голосна», лат. florus — «квітувати».

## Опис
Багаторічна рослина 25–40 см заввишки. Листки лінійні, разом зі стеблом внизу шорсткі, вгорі голі, сизі. Пелюстки 4–6 мм довжиною, білі або рожеві.

## Поширення
Європа: Україна, Болгарія, Греція; Азія: Туреччина.
Рослина входить у Червоний список рослин Дніпропетровської, Донецької, Запорізької областей.